# Phylica parviflora
Phylica parviflora är en brakvedsväxtart som beskrevs av Berg.. Phylica parviflora ingår i släktet Phylica och familjen brakvedsväxter. Inga underarter finns listade i Catalogue of Life.